# Grundschritt
Als Grundschritt wird ein Schrittmuster eines Tanzes bezeichnet, welches den charakteristischen Rhythmus des Tanzes besonders deutlich hervorhebt und beliebig oft hintereinander getanzt werden kann.
Bei den modernen Gesellschaftstänzen ist der Begriff „Grundschritte“ nicht normiert. Er ist ein durch die Tanzdidaktik erfundener Ablauf von Schritten, die sich unendlich oft aneinanderreihen lassen und es so dem Tanzschüler ermöglichen, sich auf neu gelernte Figuren vorzubereiten. Während er den bereits viel geübten „Grundschritt“ tanzt, kann er sich auf geplante Aktionen konzentrieren, die er führen und selbst ausführen will, dessen genauer Ablauf aber noch nicht so automatisiert ist. Ein fortgeschrittener Tänzer tanzt keine Grundschritte mehr, da er sich auch während des Tanzens auf folgende Führungsaktionen oder Reaktionen konzentrieren kann.
Der Grundschritt verändert sich mit dem Kenntnisstand des Lernenden. Zum Beispiel können im langsamen Walzer nur Rechtsdrehungen getanzt werden. Wenn dann Übergangsschritt und Linksdrehung erlernt werden, versucht der Schüler diese ab und an in den „Grundschritt“ einzubauen. Alternativ können auch immer halbe Rechtsdrehungen und außenseitliche Wechsel als „Grundschritt“ getanzt werden, um zu versuchen, einen Rechtskreisel einzubauen. Der Grundschritt dient dann als eine Art Erholungspause.
Mit erweiterten Grundschrittfolgen lassen sich charakteristische Bewegungsabläufe gezielt üben.